# Bonnie & Clyde: The True Story
Bonnie & Clyde: The True Story é um telefilme estadunidense de 1992 escrito e dirigido por Gary Hoffman. É estrelado por Dana Ashbrook e Tracey Needham como Bonnie e Clyde, respectivamente. Com 93 minutos de duração, foi filmado em locais históricos de crimes associados ao casal no leste do Texas. Estreou na Fox em 17 de agosto de 1992.

## Elenco
- Tracey Needham como Bonnie Parker
- Dana Ashbrook como Clyde Barrow
- Doug Savant como xerife adjunto Ted Hinton
- Billy Morrissette como W. D. Jones
- Michael Bowen como Buck Barrow
- Libby Villari como Sra. Pritchard

## Recepção
Tony Scott, da Variety, disse que esta versão "concentra-se na suposta inocência e sensibilidade do casal; o programa é surpreendentemente eficaz". Quando começam a viajar juntos, Bonnie é uma adolescente e Clyde tem 20 anos. Scott diz que a principal falha desta versão é "transformar os sórdidos Bonnie e Clyde em um par de personagens simpáticos".